# Протести проти російського вторгнення в Україну (з 2022)
Протести проти російського вторгнення в Україну, що розпочалося 24 лютого 2022 року, відбулися в багатьох країнах світу у формі мітингів, одиночних пікетів і громадських акцій.

## У Росії

Біло-синьо-білий прапор — символ антивоєнних протестів у Росії, який пропонується як новий прапор для парламентської республіки

У містах Росії поліція затримала понад 7,5 тис. росіян за участь у антивоєнних протестах. Влада закликала громадян не брати участі в «несанкціонованих» протестах, за які пригрозила карати. Понад 60 російських журналістів і активістів заарештували.
Видання «Новая Газета», за повідомленням лавреата Нобелівської премії миру Дмитра Муратова, мало вийти двомовним (російською та українською) на підтримку України. Муратов, а також журналіст Михайло Зиґар, режисер Володимир Мірзоєв та інші підписали документ про те, що Україна не становить загрози для Росії, та закликали громадян Росії «сказати цій війні „ні“». Олена Черненко, журналістка видання «Коммерсантъ», поширила критичний відкритий лист, який підписали 170 журналістів і науковців.
Російський опозиціонер Олексій Навальний, який перебував у той час в ув'язненні за політичними мотивами, засудив напад Росії на Україну і назвав тих, хто розв'язав війну, «бандитами і злодіями». Згодом він закликав росіян до щоденних протестів проти вторгнення в Україну.
Військове вторгнення Росії в Україну засудили телеведуча Ксенія Собчак, попзірка Валерій Меладзе та телеведучий Іван Ургант.
Правозахисник Лев Пономарьов створив петицію протесту проти вторгнення, яка до кінця дня зібрала 289 тис. підписів. Російська опозиціонерка і політик Марина Литвинович закликала до антивоєнних протестів у містах Росії. Її згодом затримала російська поліція.
Російський репер Oxxxymiron скасував шість концертів у Москві та Санкт-Петербурзі, заявивши: «Я не можу розважати вас, коли на Україну падають російські ракети. Коли жителі Києва змушені ховатися в підвалах і в метро, а люди вмирають».
Депутат Державної Думи Росії Михайло Матвєєв спершу проголосував за визнання Донецької та Луганської народних республік Росією. Однак згодом він засудив вторгнення Росії в Україну 2022 року, пояснивши: «Я голосував за мир, а не за війну. Я хотів, щоб Росія стала щитом, щоб не бомбили Донбас, не бомбили Київ».
Двох кореспондентів Російської служби Радіо Свобода та двох журналістів «Новой газеты» поліція тимчасово затримала в Бєлгороді 26 лютого за висвітлення антивоєнної акції протесту.
Колективні заяви про неприйнятність російської військової агресії були ініційовані численними представниками професійних спільнот: ІТ-фахівців, вчителів, лікарів, науковців, благодійників, журналістів, митців, коміків, кінематографістів, а також муніципальних депутатів та інших.
Організація «Бессмертный полк», яку російська влада регулярно залучає до святкування Дня Перемоги 9 травня, засудила агресію Росії. Її співзасновник Сергій Колотовкін наголосив, що «„Полк“ — він не про „можемо повторити“, а зовсім про інше — про мир, про особисту пам'ять про війну, яку треба зберігати, щоби не повторилося». Інший представник організації, Сергій Лапенков, відгукнувся: «Якщо уявити, що про це [Війну Росії проти України] дізнався би хтось із дідів і прадідів — вони б збожеволіли! Нас би прокляли, однозначно».
«Комітет солдатських матерів» приймає численні дзвінки від росіянок, чиїх дітей насильно відправлено на війну, та збирає інформацію про призовників і контрактників, які можуть загинути в Україні.
Понад 150 священників РПЦ закликали зупинити війну в Україні.
Головний диригент Большого театру Туган Сохієв, який водночас був музичним керівником французького Національного оркестру Капітолія Тулузи, звільнився через війну в Україні, бо мусив «обрати між двома культурними традиціями».
На антивоєнних акціях став набувати популярності біло-синьо-білий прапор, позбавлений червоного кольору, що асоціюється з культом насильства та крові. Він нагадує історичний прапор Великого Новгороду, та відсилає до ідеї про Новгород як центр демократичної Новгородської республіки та Північної Русі.

## У Білорусі
Головні протести в Білорусі, що підтримує Росію у війні, відбулися в основний день голосування на референдумі щодо внесення поправок до конституції 27 лютого 2022 року. Поліція затримала близько 800 осіб.

## В інших країнах
24 лютого протести проти російської військової агресії відбулися в різних містах світу: Стамбулі (Туреччина), Люксембурзі, Сіднеї (Австралія), Токіо (Японія), Відні (Австрія), Валенсії (Венесуела). До них доєдналися небайдужі в Британії, США, Аргентині, Вірменії, Азербайджані, Бельгії, Болгарії, Боснії та Герцоговині, Канаді, Чилі, Хорватії, Чехії, Данії, Естонії, Фінляндії, Франції, Грузії, Греції, Угорщині, Ісландії, Ірландії, Ізраїлі, Казахстані, Косово, Киргизстані, Латвії, Лівані, Шри-Ланці, Литві, Мексиці, Молдові, Чорногорії, Нідерландах, Новій Зеландії, Норвегії, Польщі, Португалії, Румунії, Сербії, Словаччині, Іспанії, Швеції, Тайвані, Таїланді, Ірані.
25 лютого словацький таблоїд «Новий час» опублікував фотографію Путіна, де його зображено як Гітлера, із заголовком «Путлер» на обкладинці.
25 лютого кліматична активістка Ґрета Тунберг вийшла на протест проти російського вторгнення в Україну біля посольства Росії в Стокгольмі.
26 лютого українці Південної Кореї зібралися в церкві Святого Миколая в Мапо, Сеул, щоб помолитися. Після молитви вони вийшли з церкви та підняли український прапор і знаки протесту. Вони оголосили, що наступного дня вийдуть на акцію протесту перед посольством Росії в Сеулі. В столиці Канади м. Оттава англомовні жителі влаштували протест перед посольством РФ, до якого долучилася українська громада.
27 лютого український механік Тарас Остапчук виступив перед судом Майорки за звинуваченням у частковому затопленні супер'яхти вартістю 7 мільйонів доларів, на якій він працював. Він заявив, що його бос керував російськими державними постачаннями військової продукції і що його розлютила думка про те, що компанія його начальника поставила ракету, яка вразила київський житловий будинок, що Остапчук бачив на мобільному телефоні.

## Галерея

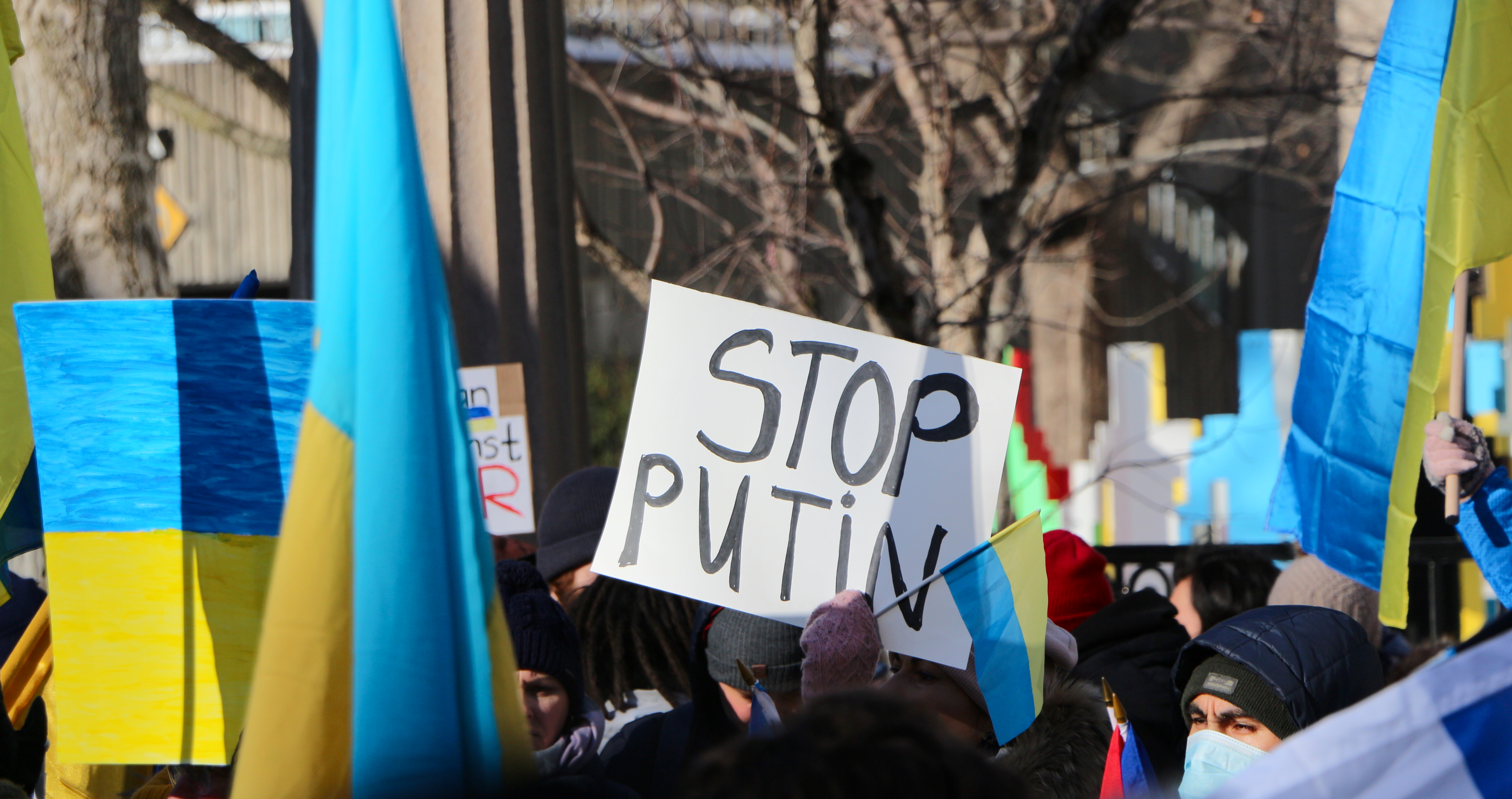
У Монреалі, Канада
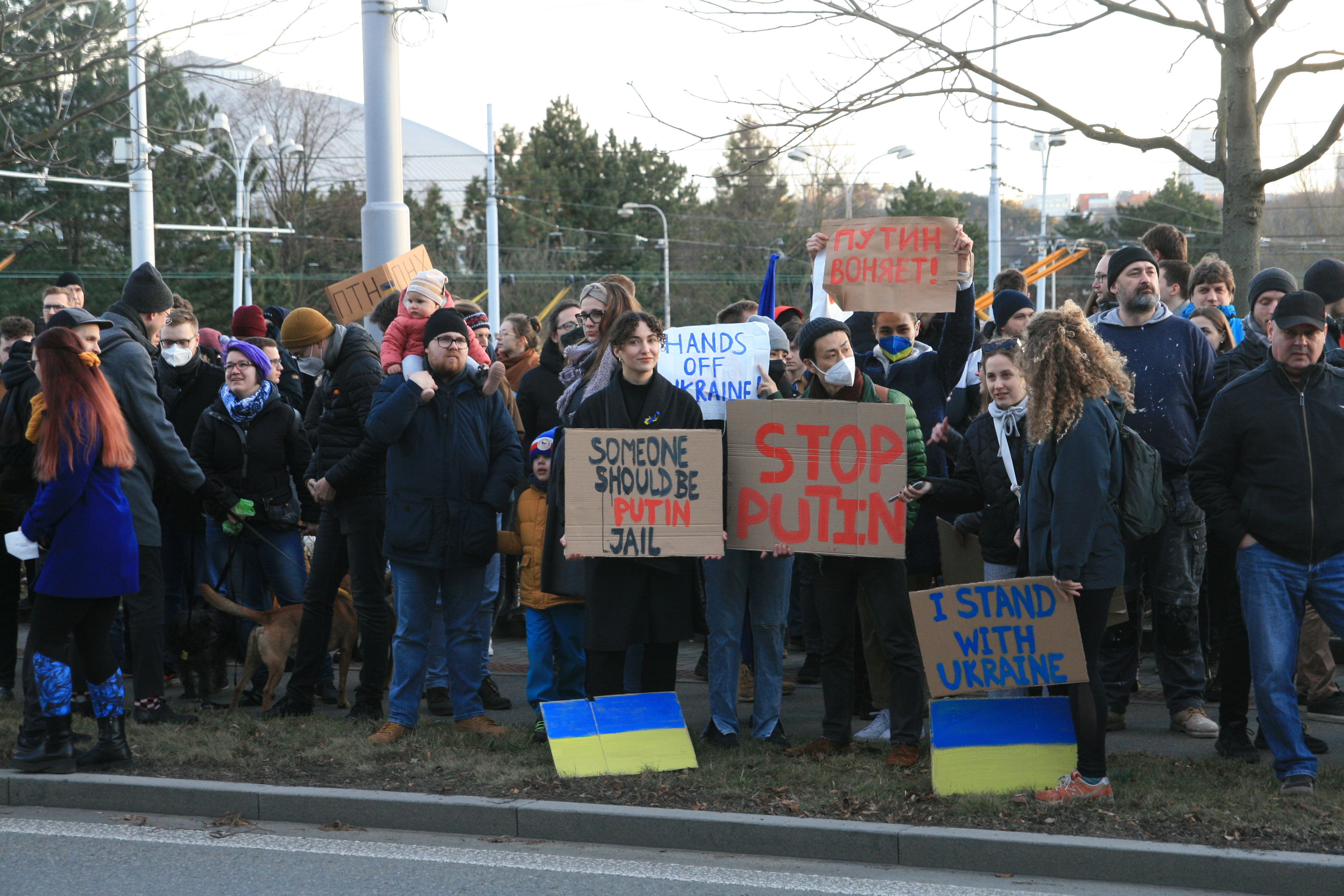
Під посольством РФ у Брно, Чехія
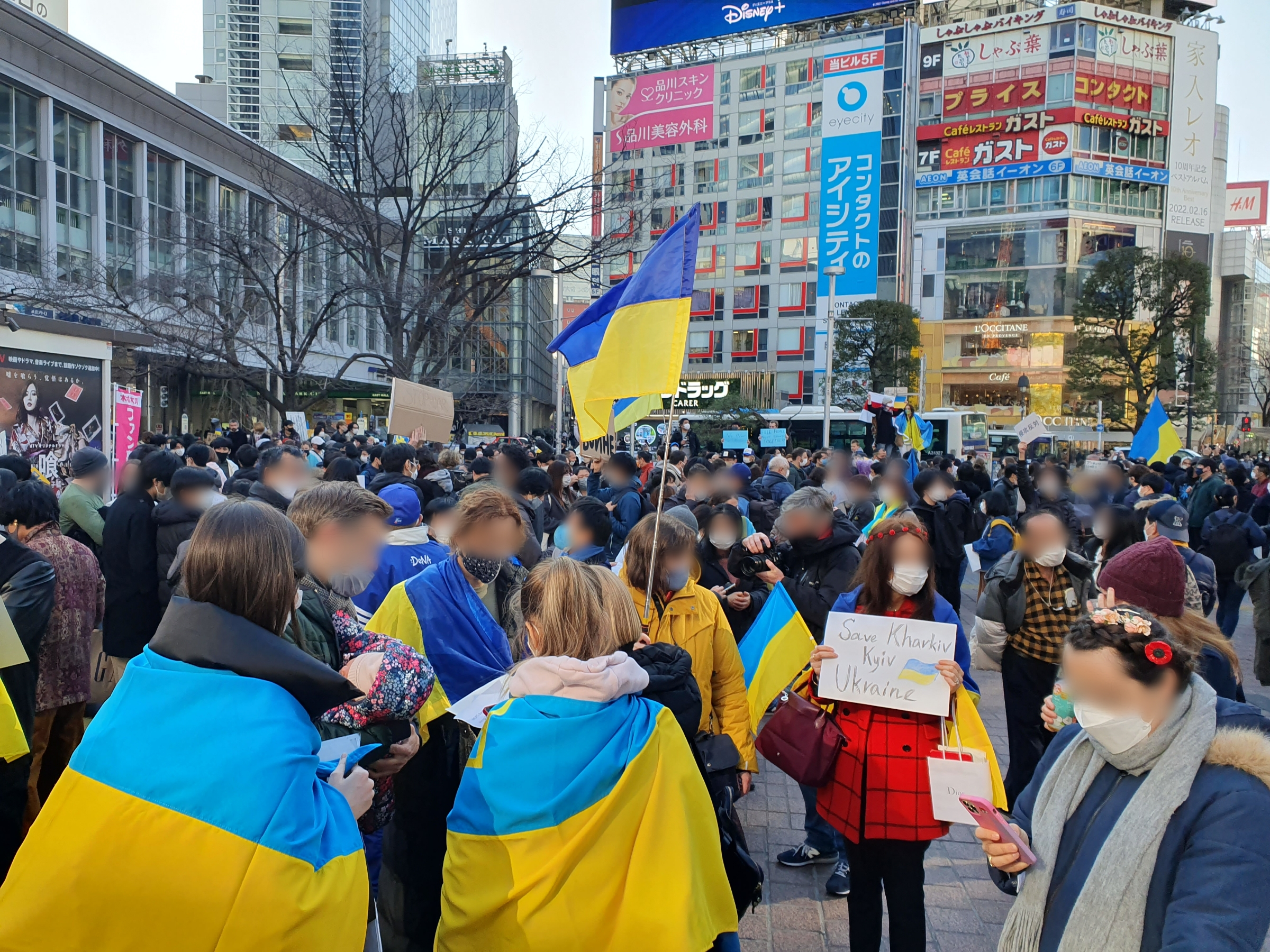
У Токіо, Японія
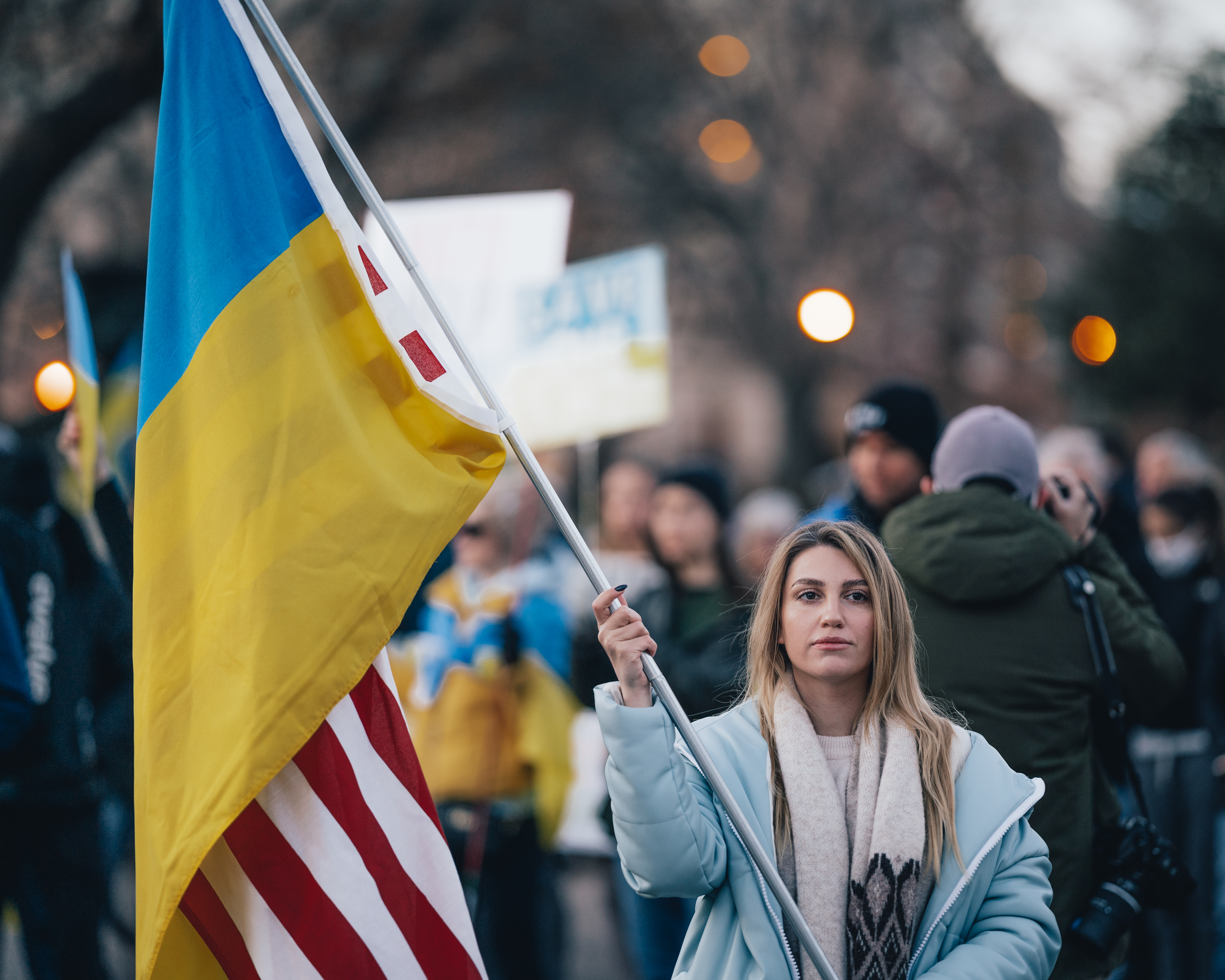
У Вашингтоні, США
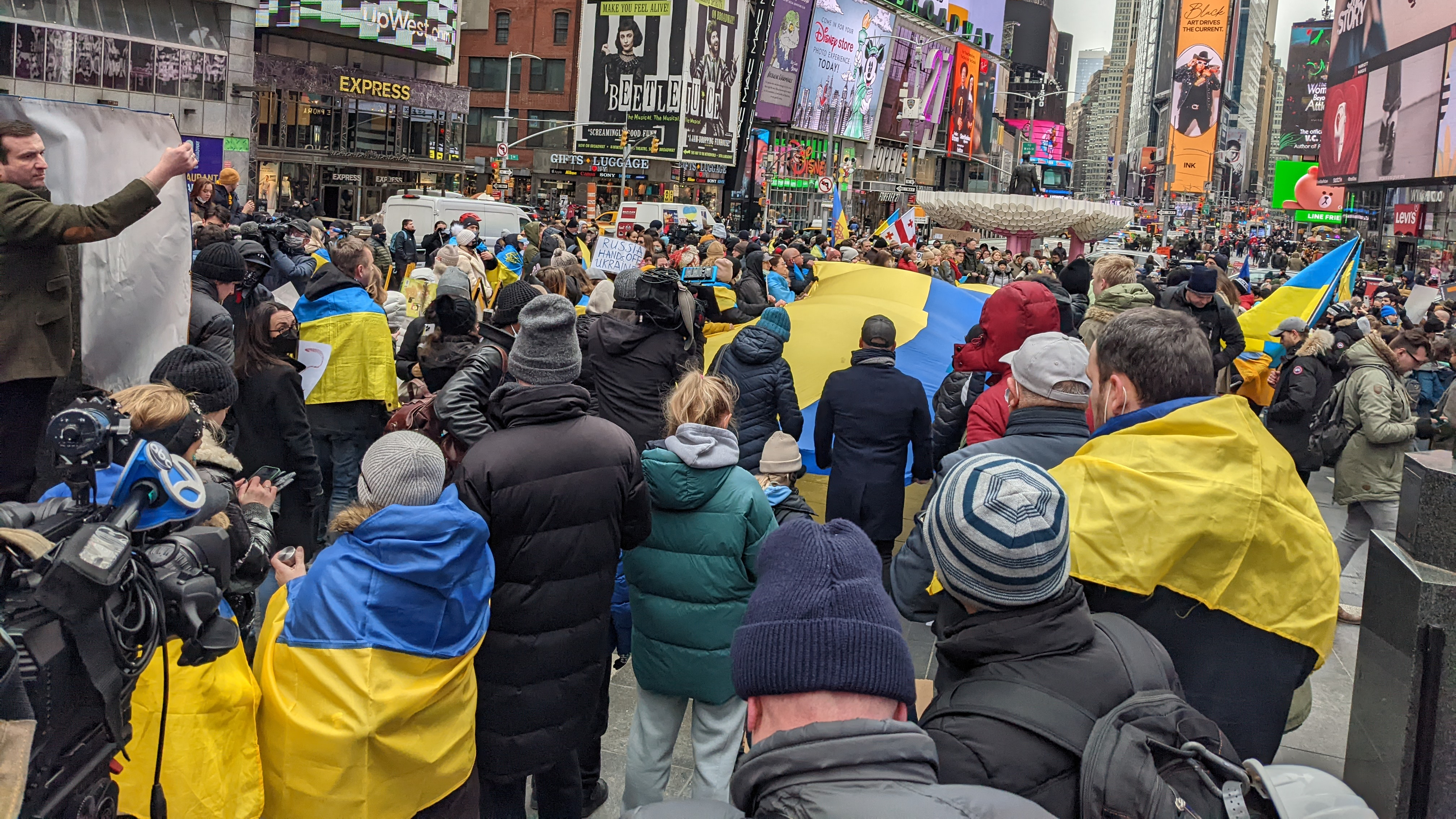
У Нью-Йорку, США
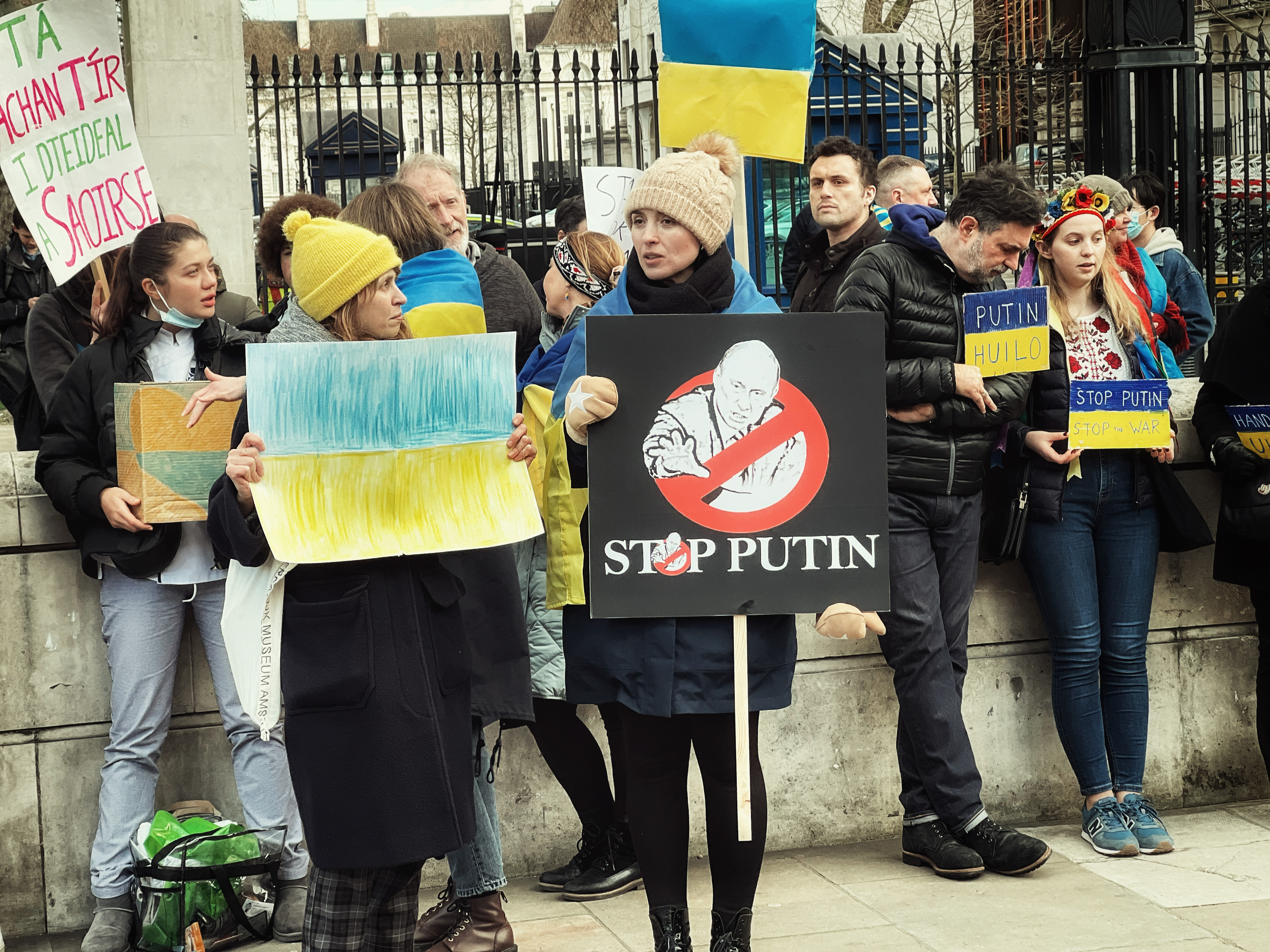
У Лондоні, Сполучене Королівство
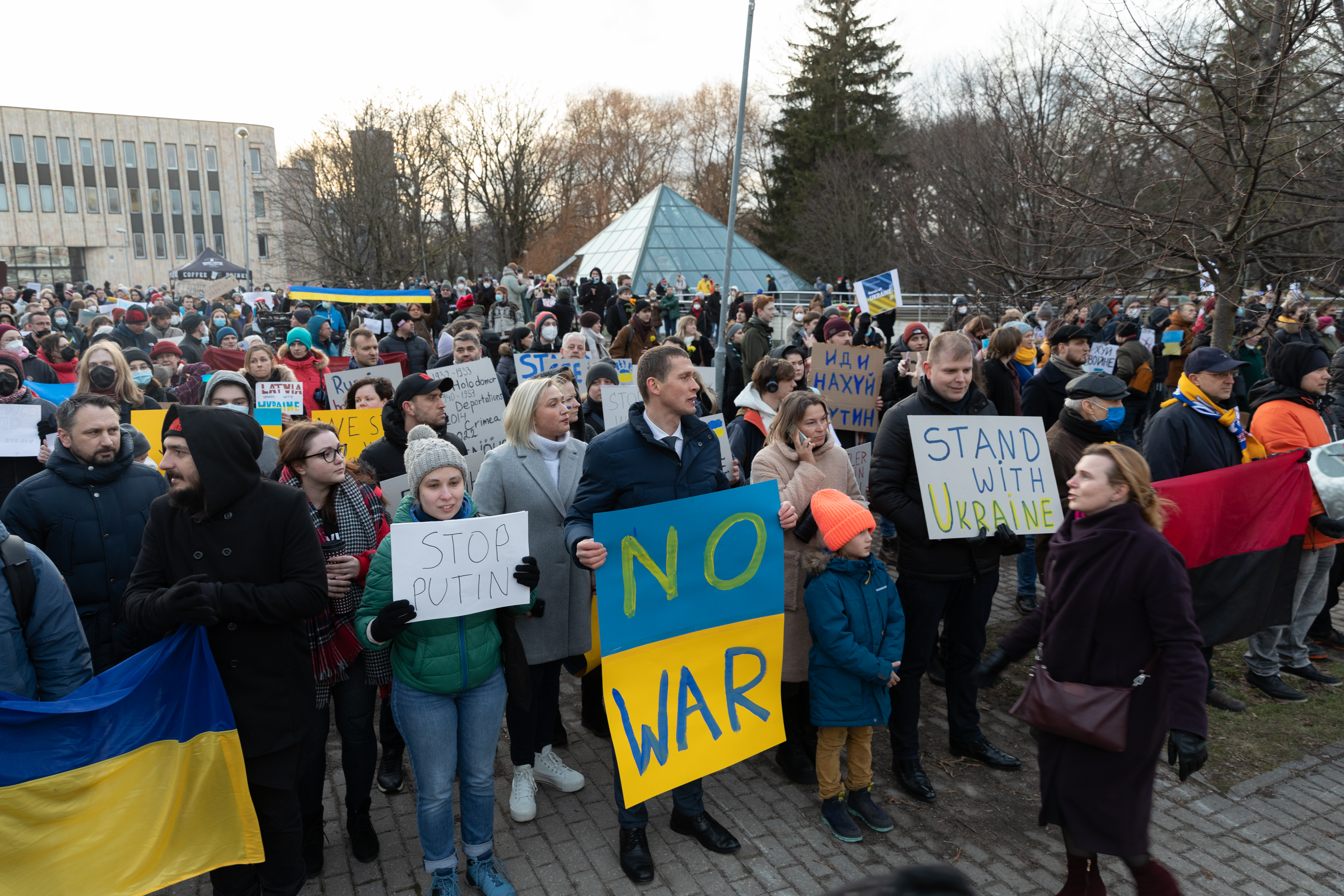
У Ризі, Латвія
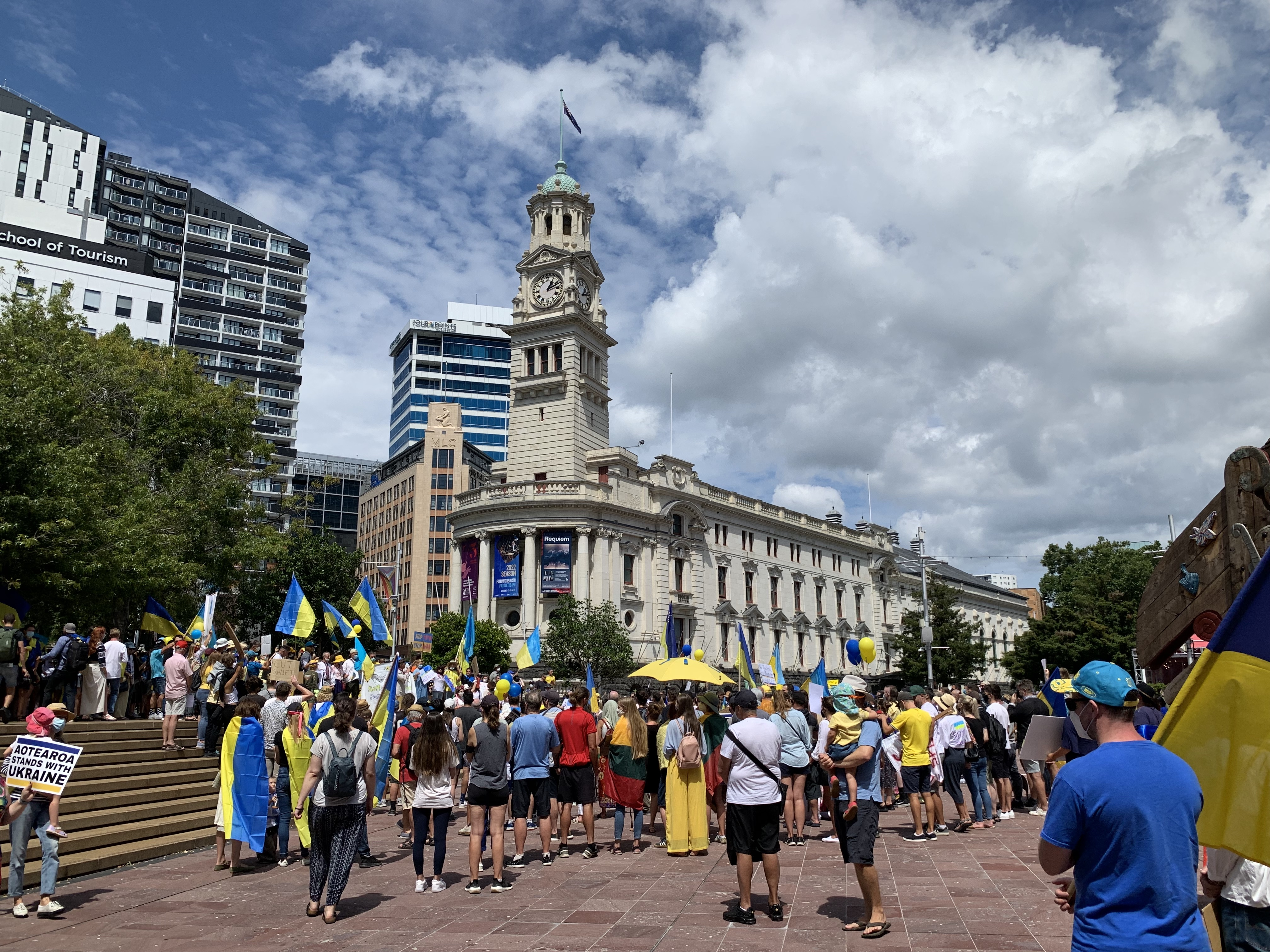
В Окленді, Нова Зеландія
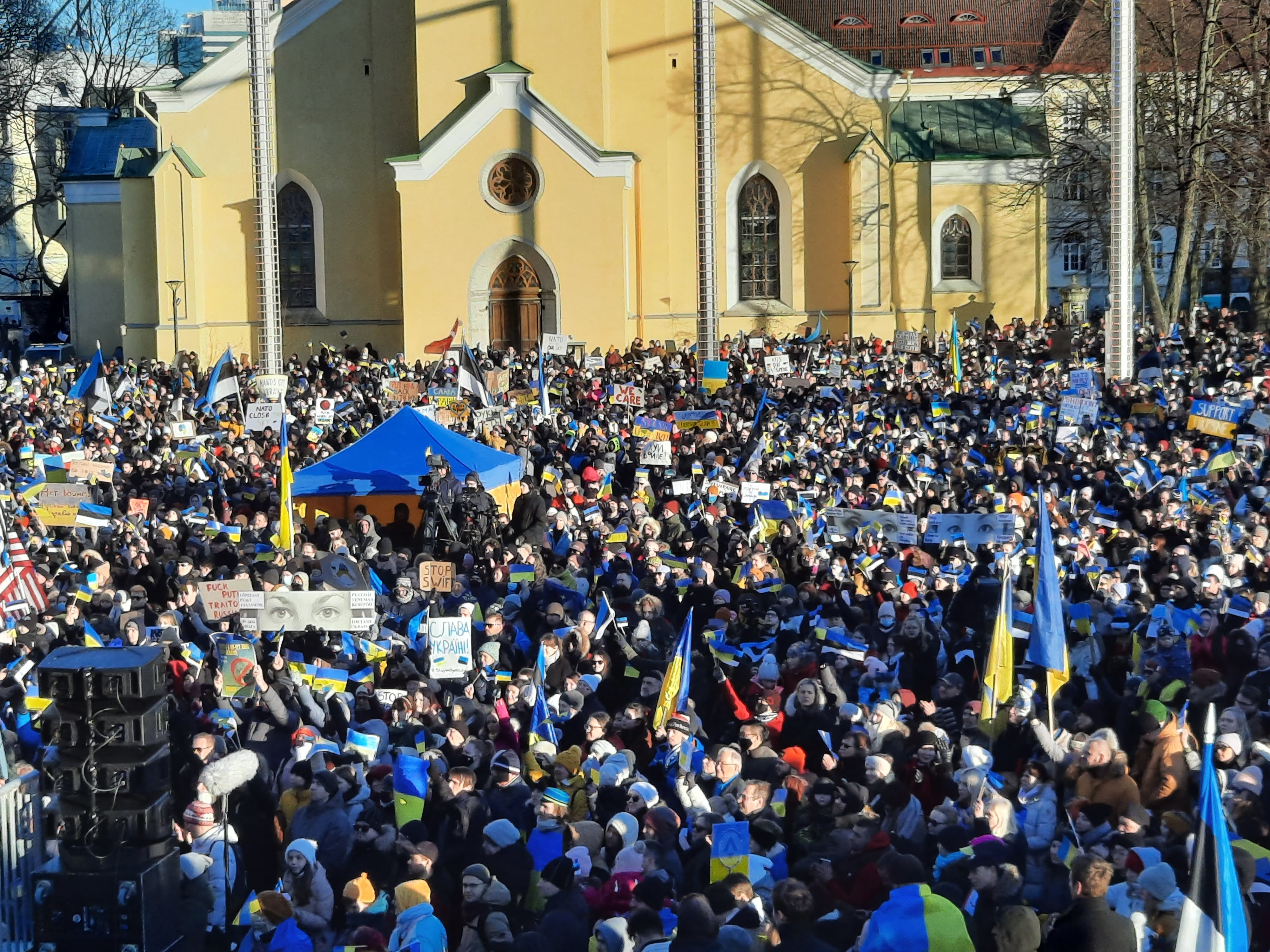
У Таллінні, Естонія
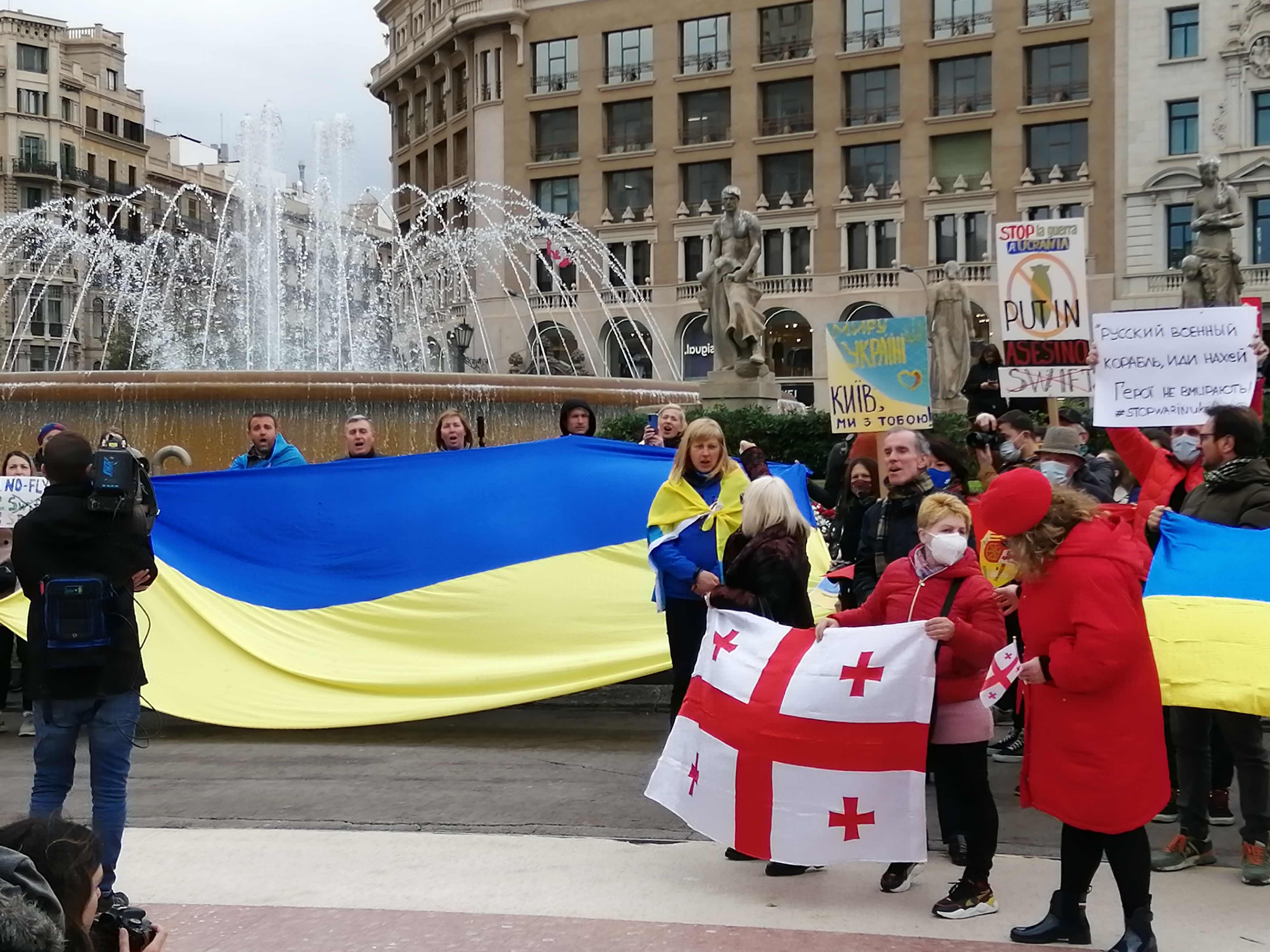
У Барселоні, Іспанія
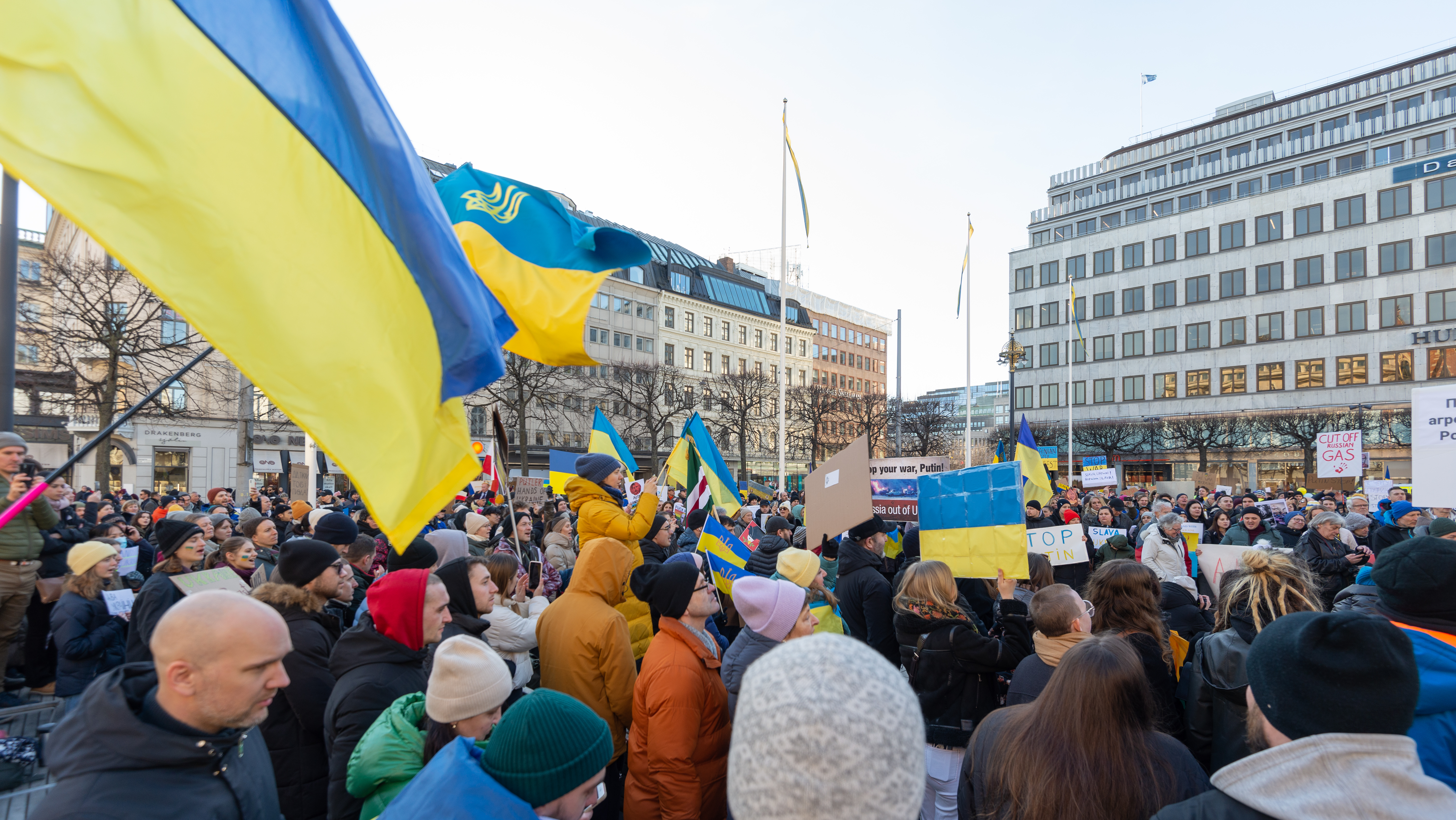
У Стокгольмі, Швеція
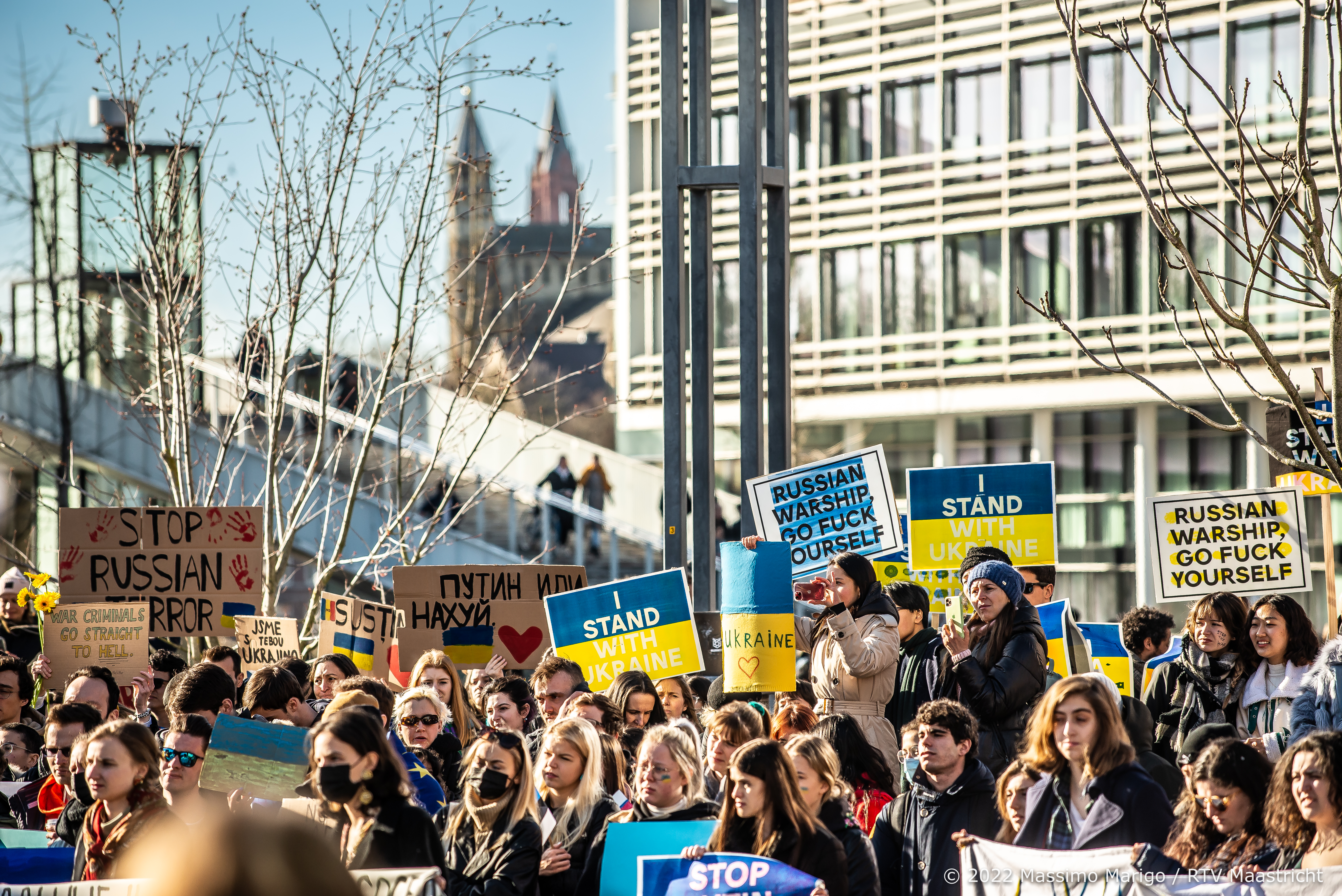
У Маастрихті, Нідерланди
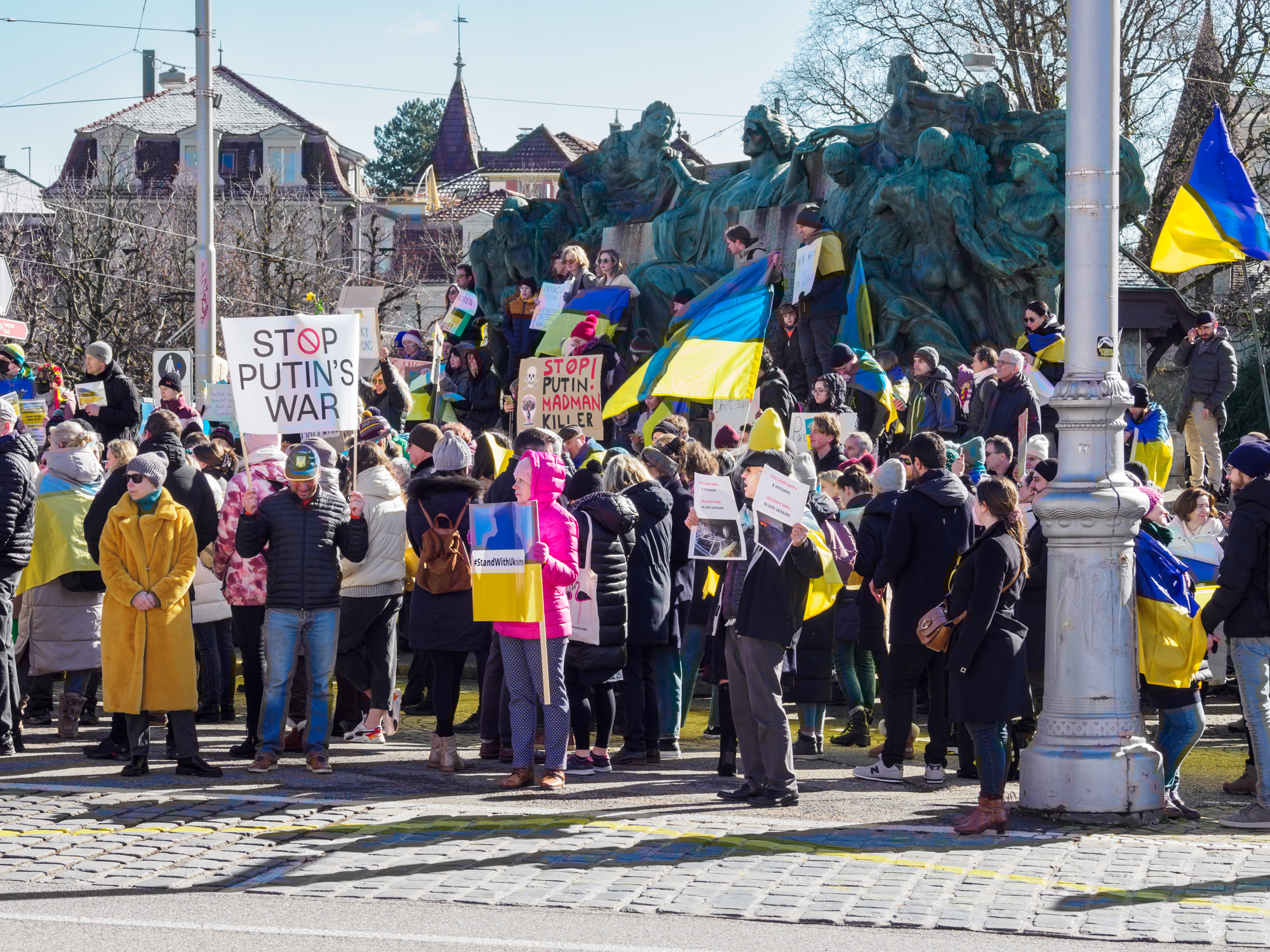
У Берні, Швейцарія
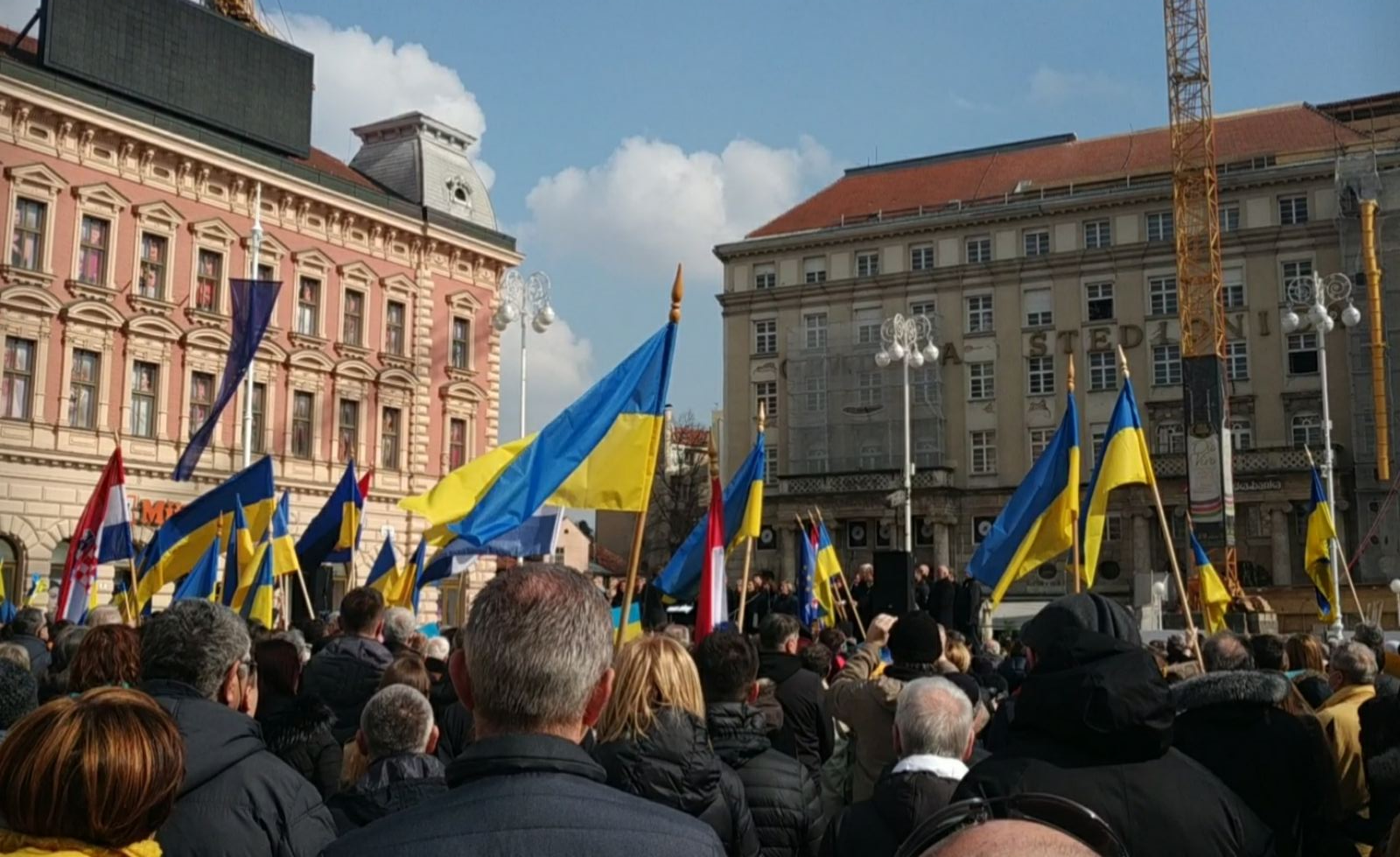
У Загребі, Хорватія
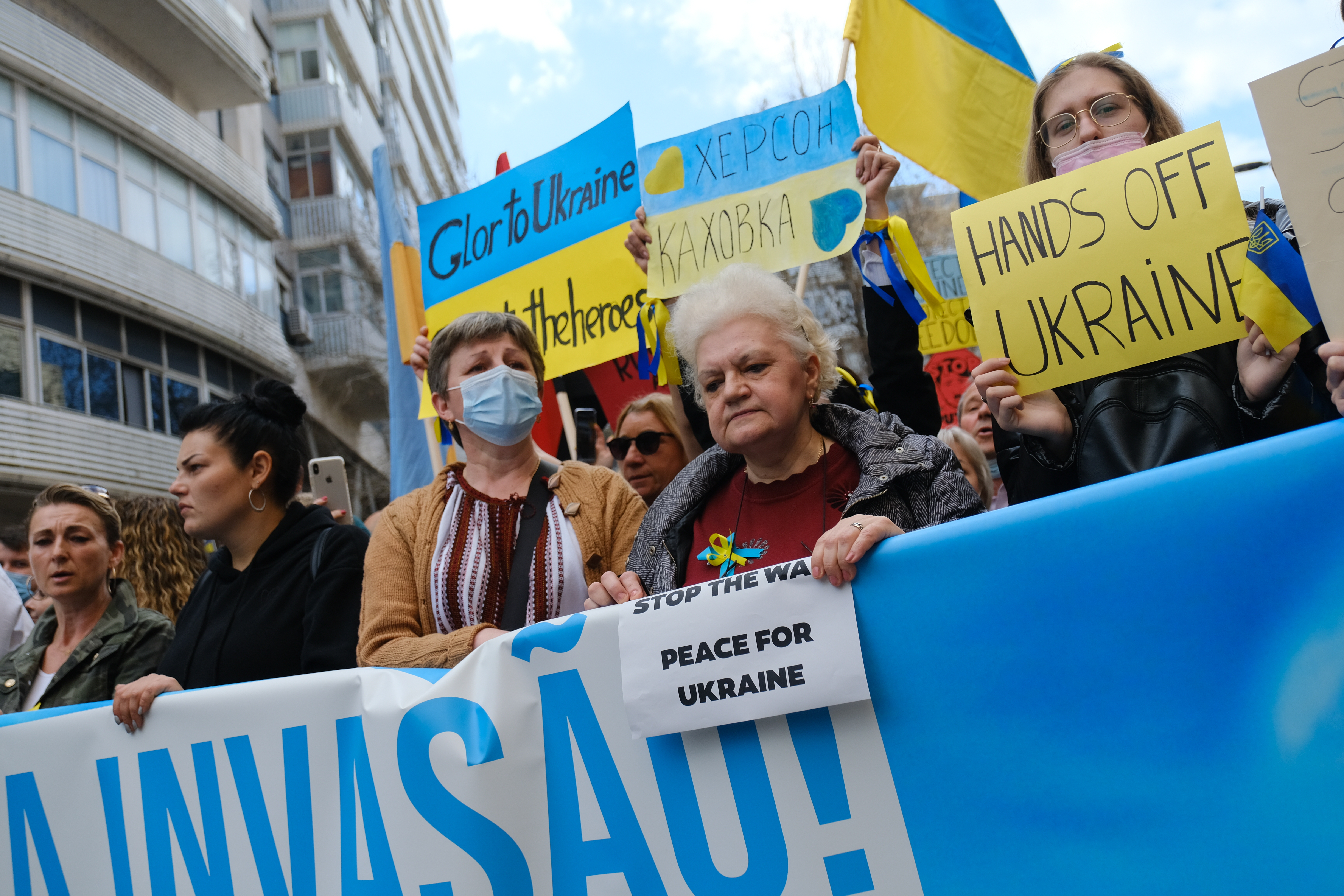
У Лісабоні, Португалія
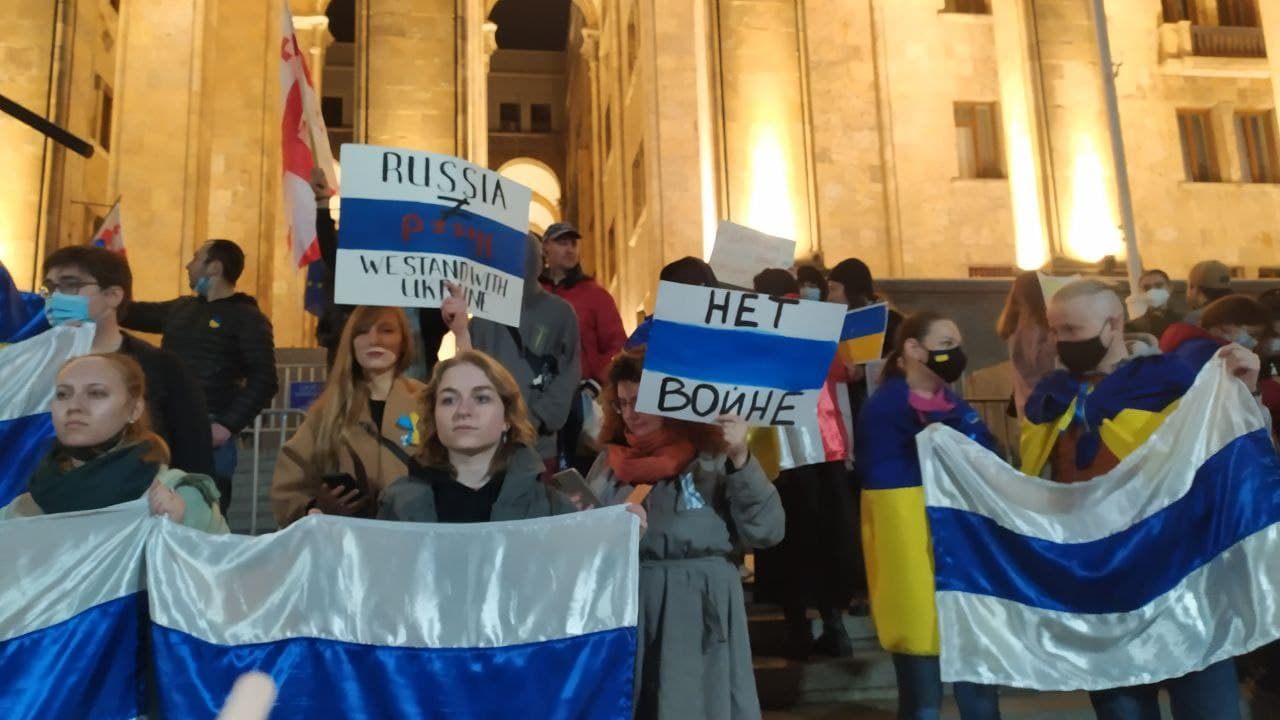
У Тбілісі, Грузія
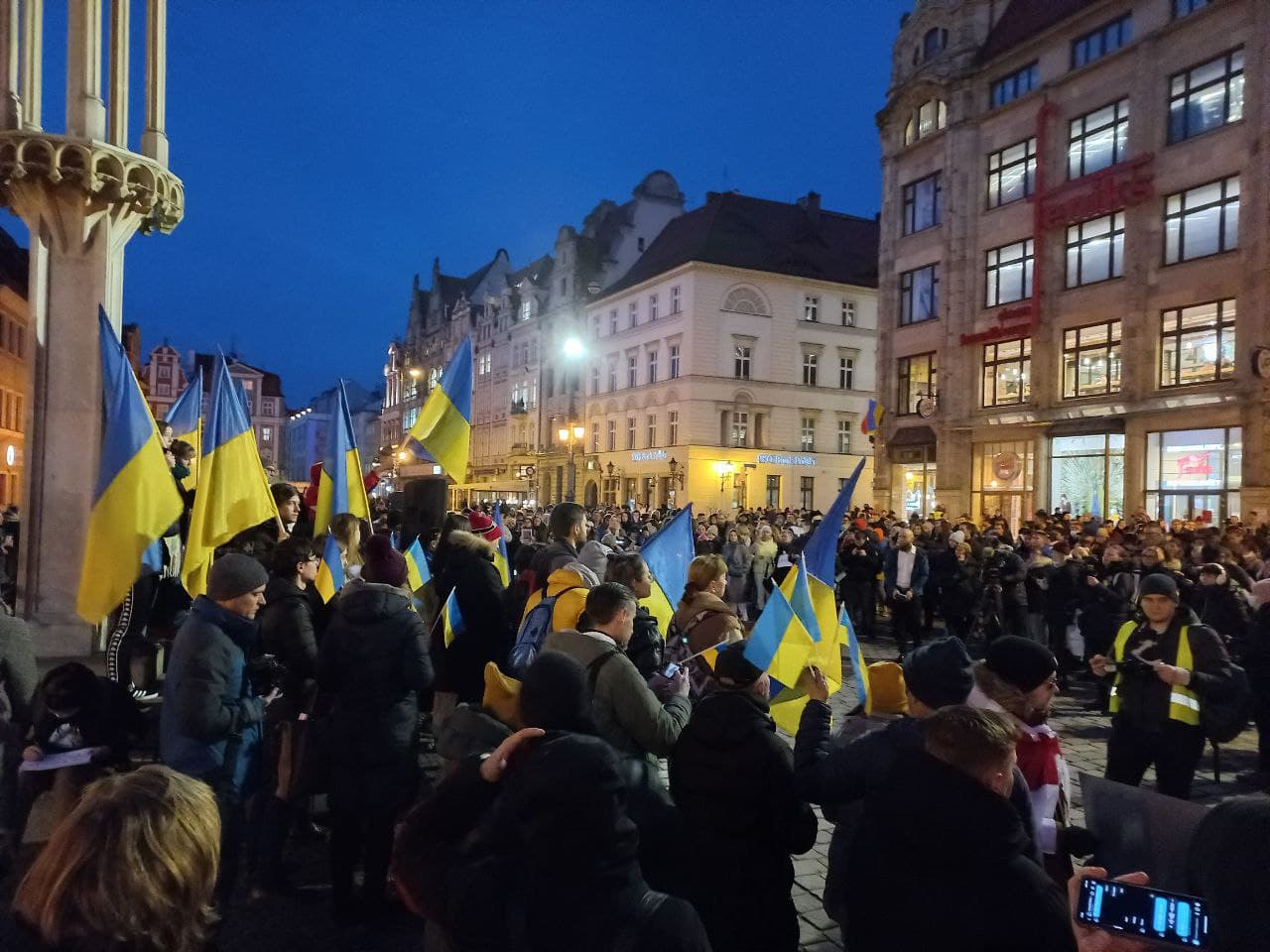
У Вроцлаві, Польща
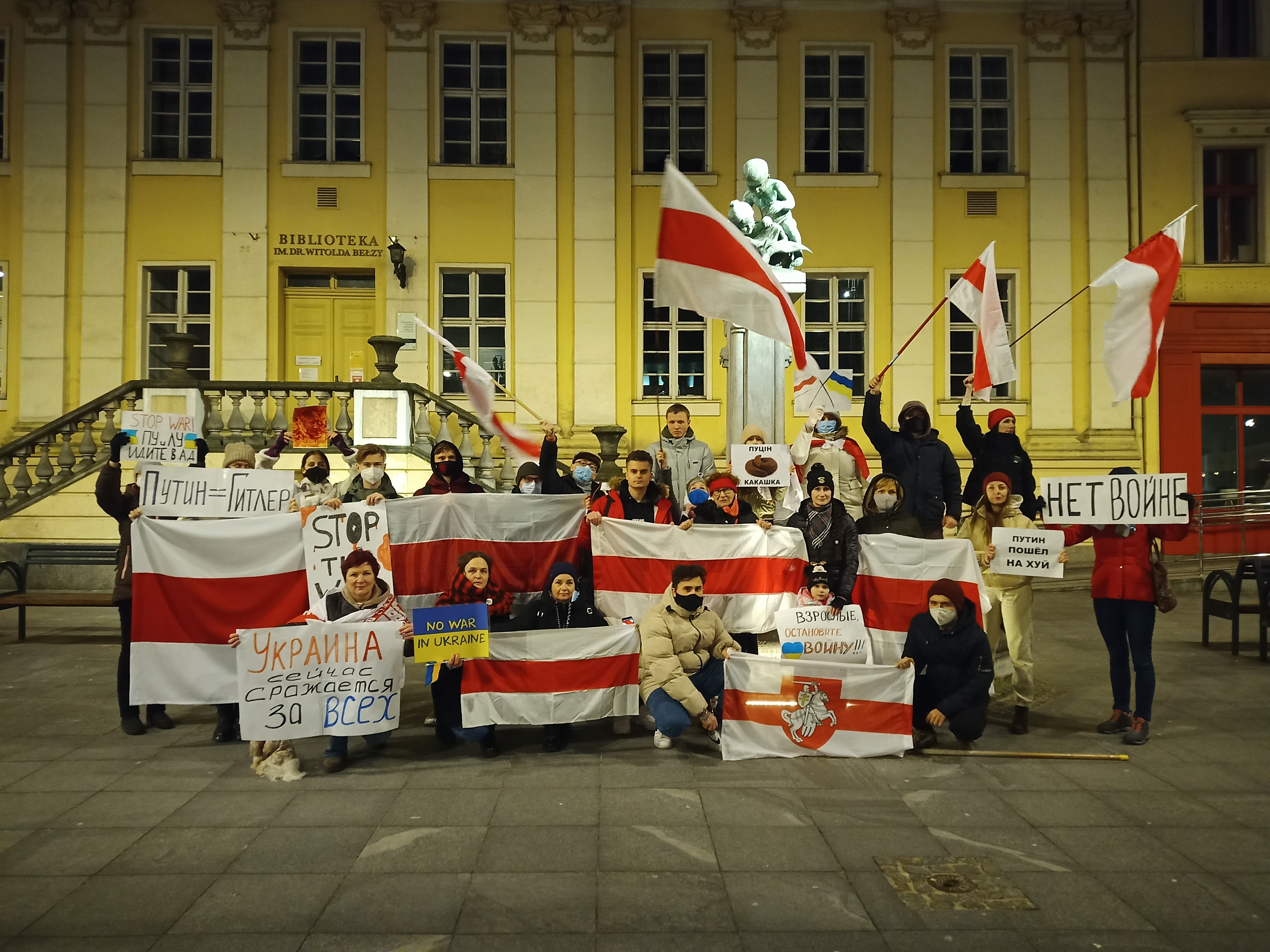
У Бидгощі, Польща
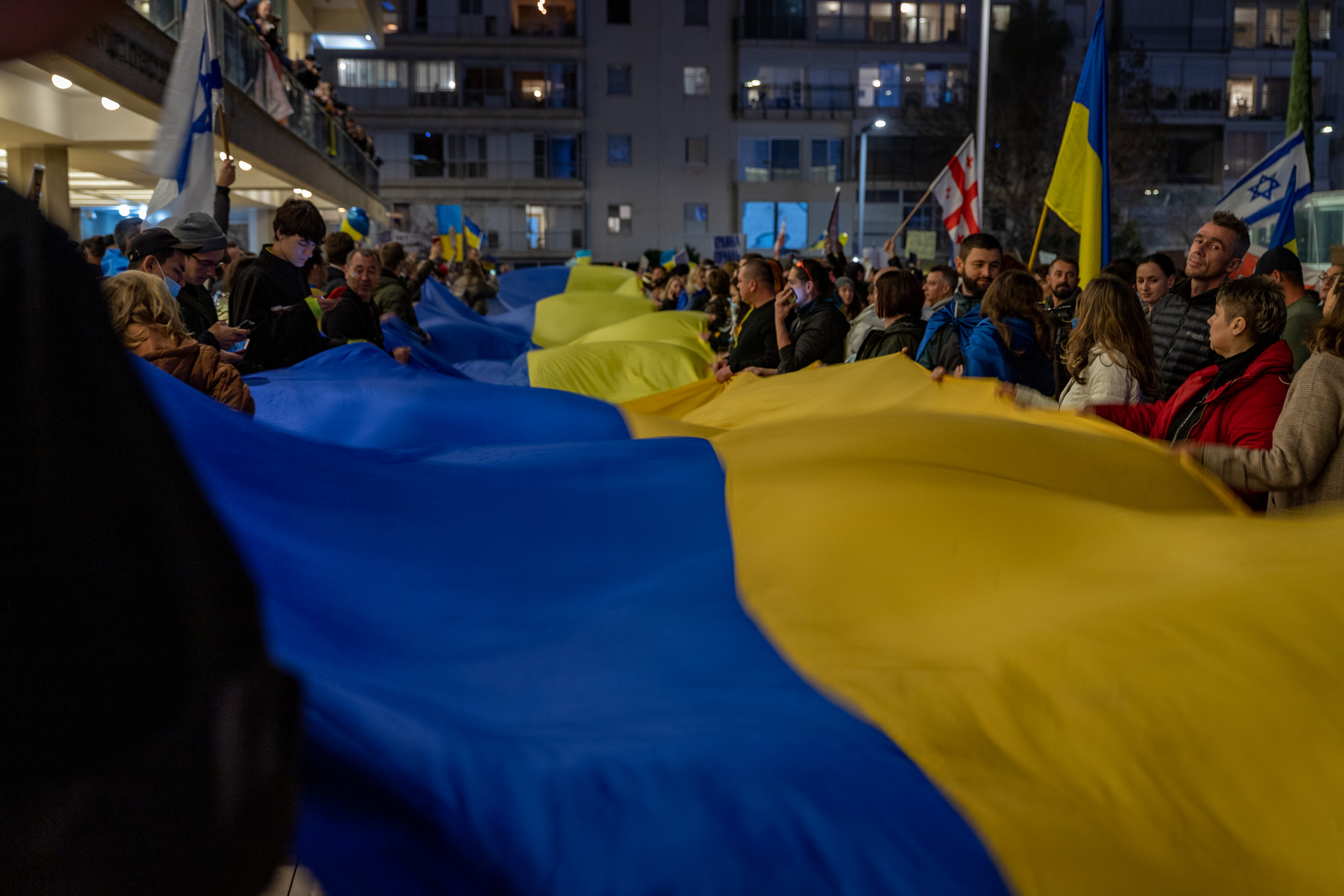
У Тель-Авіві, Ізраїль
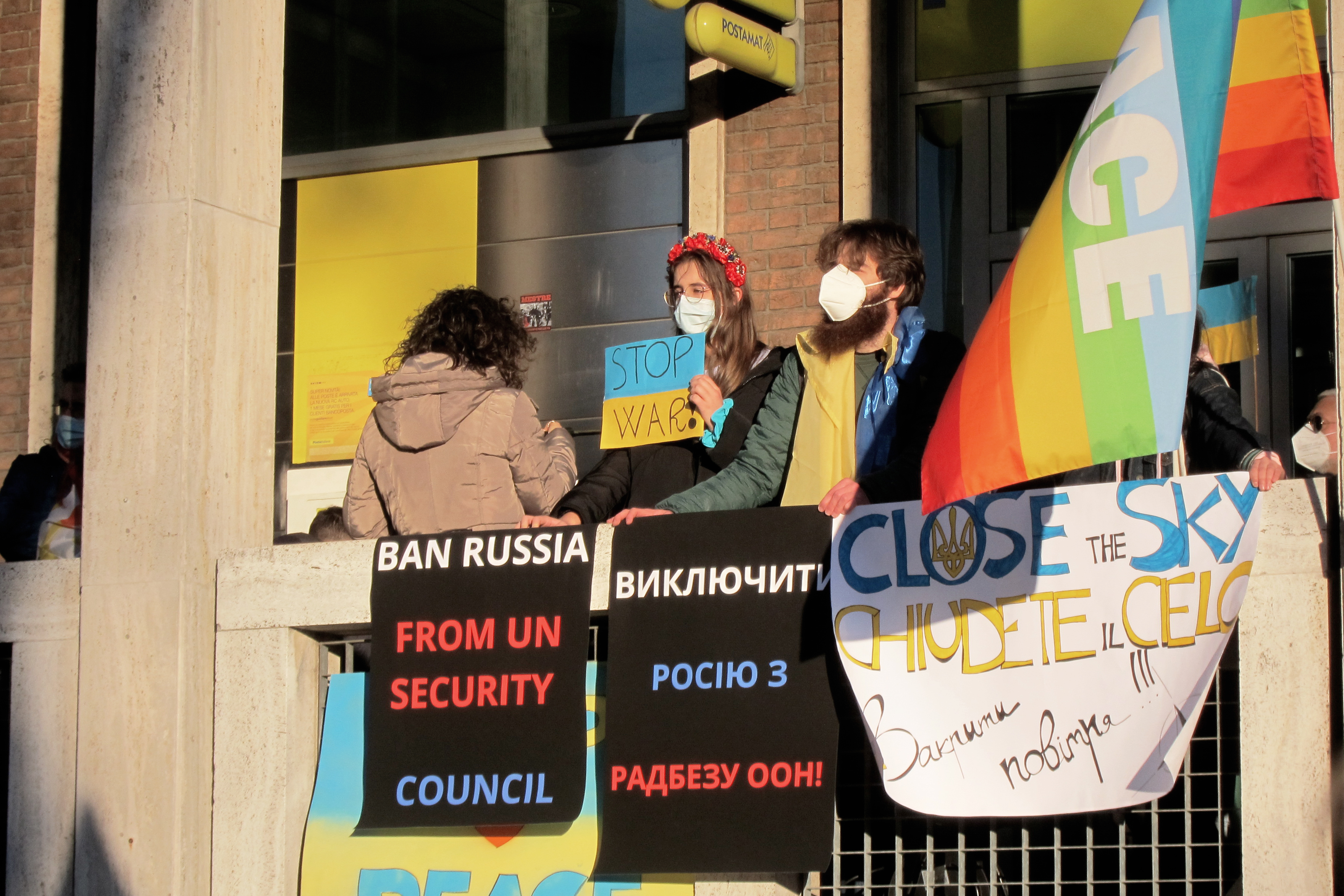
Протести у Венеції, Італія
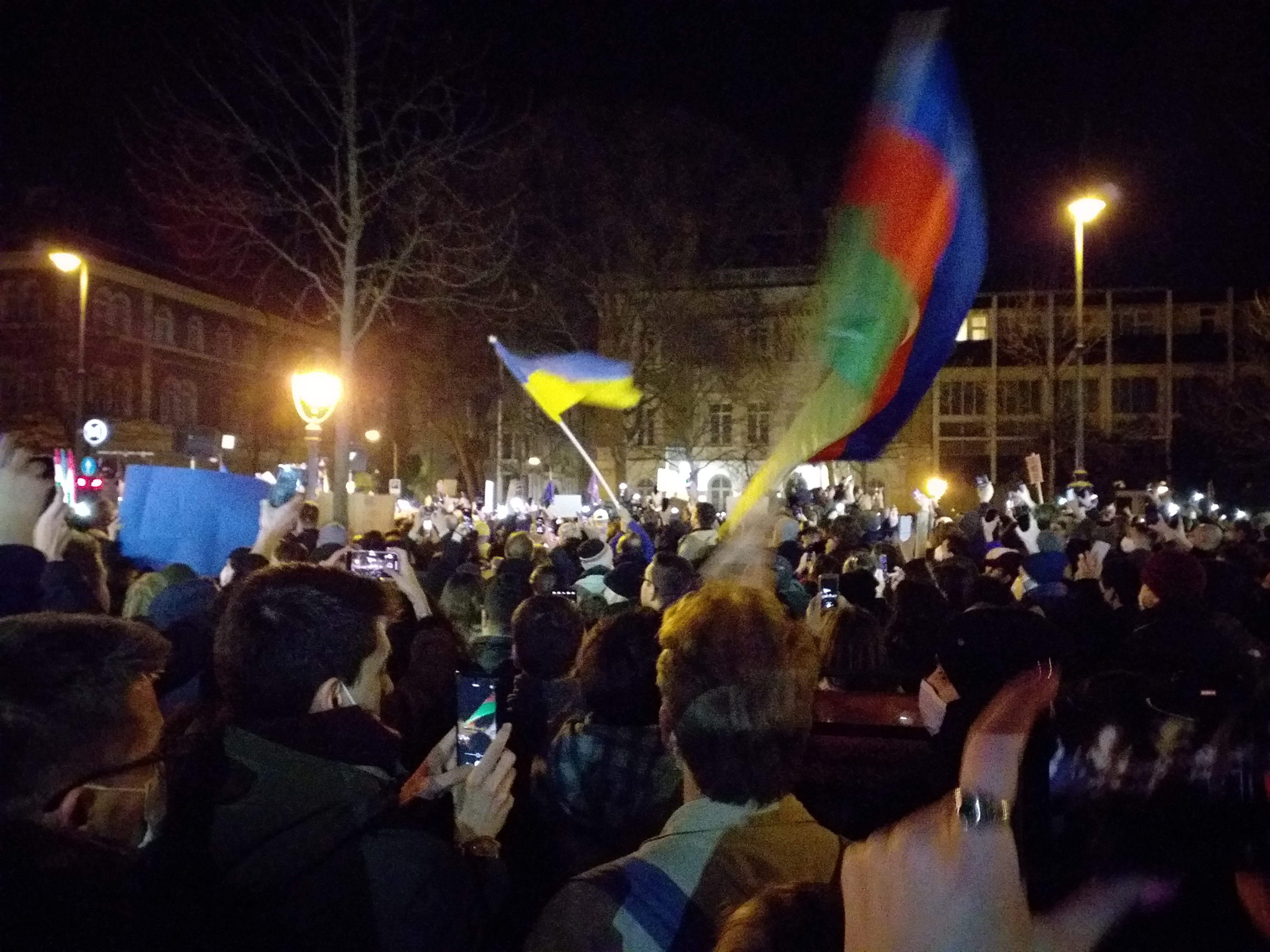
Під посольством РФ у Будапешті, Угорщина
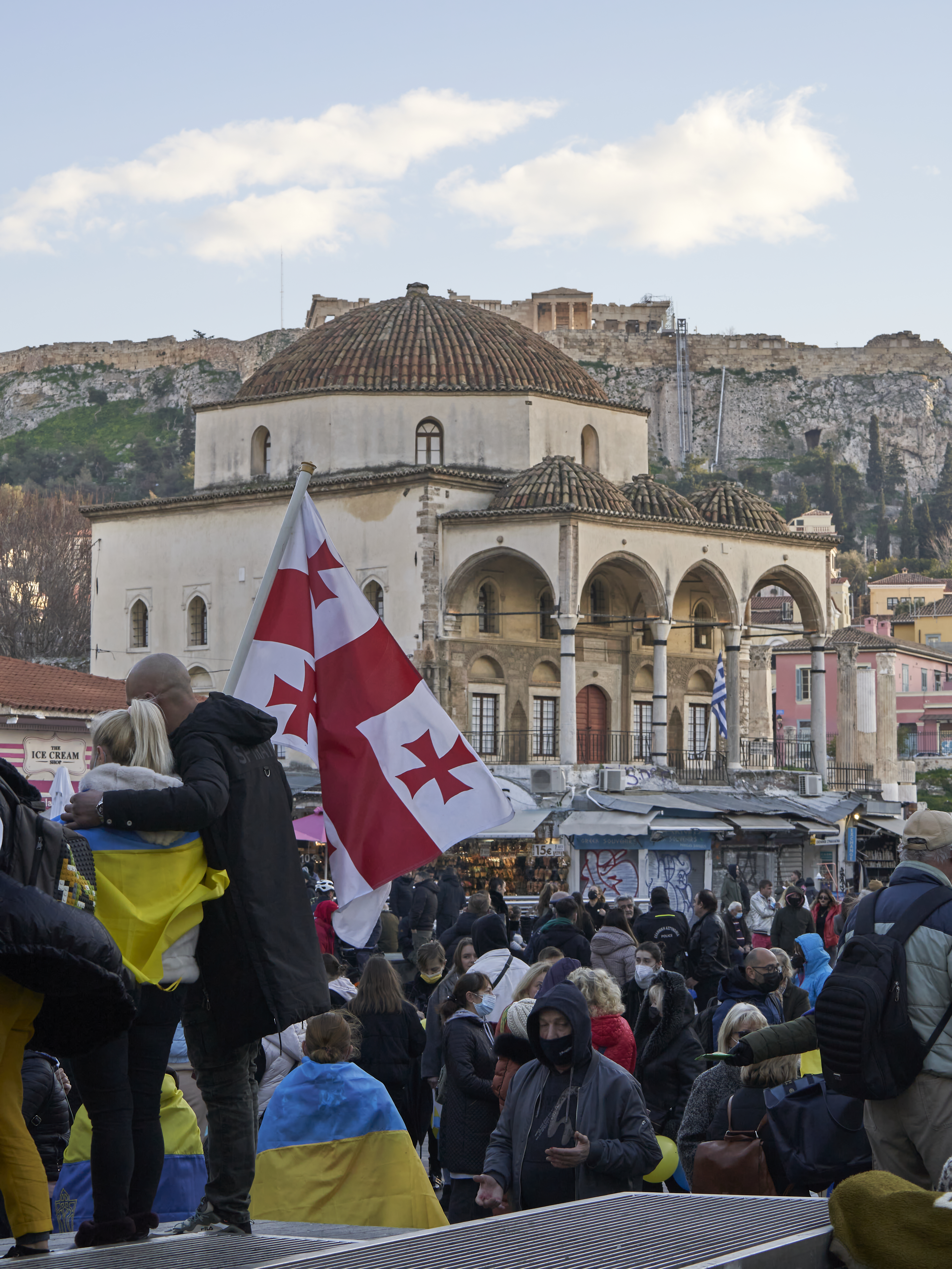
У Монастиракі, Атени, Греція
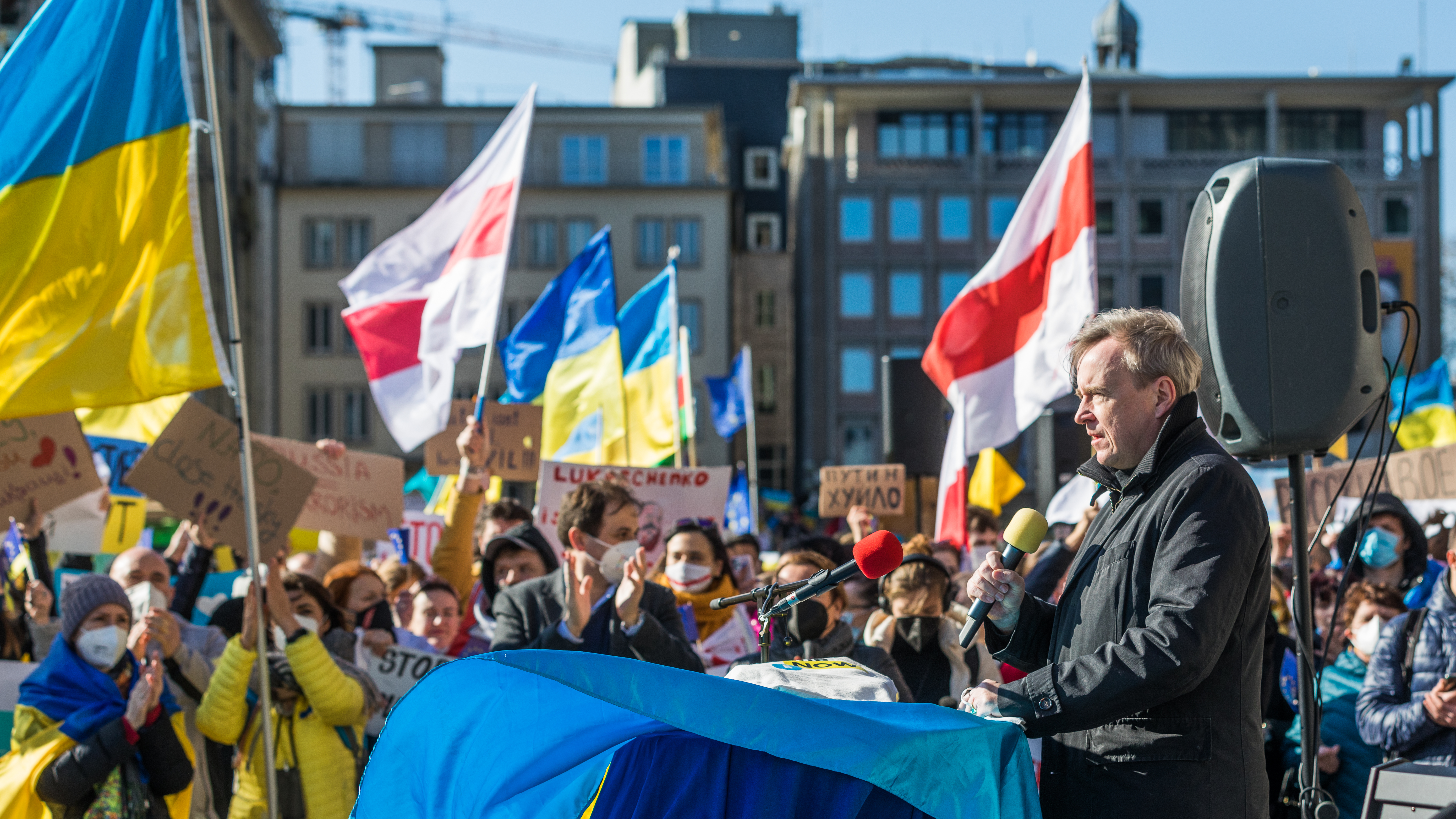
У Кельні, Німеччина
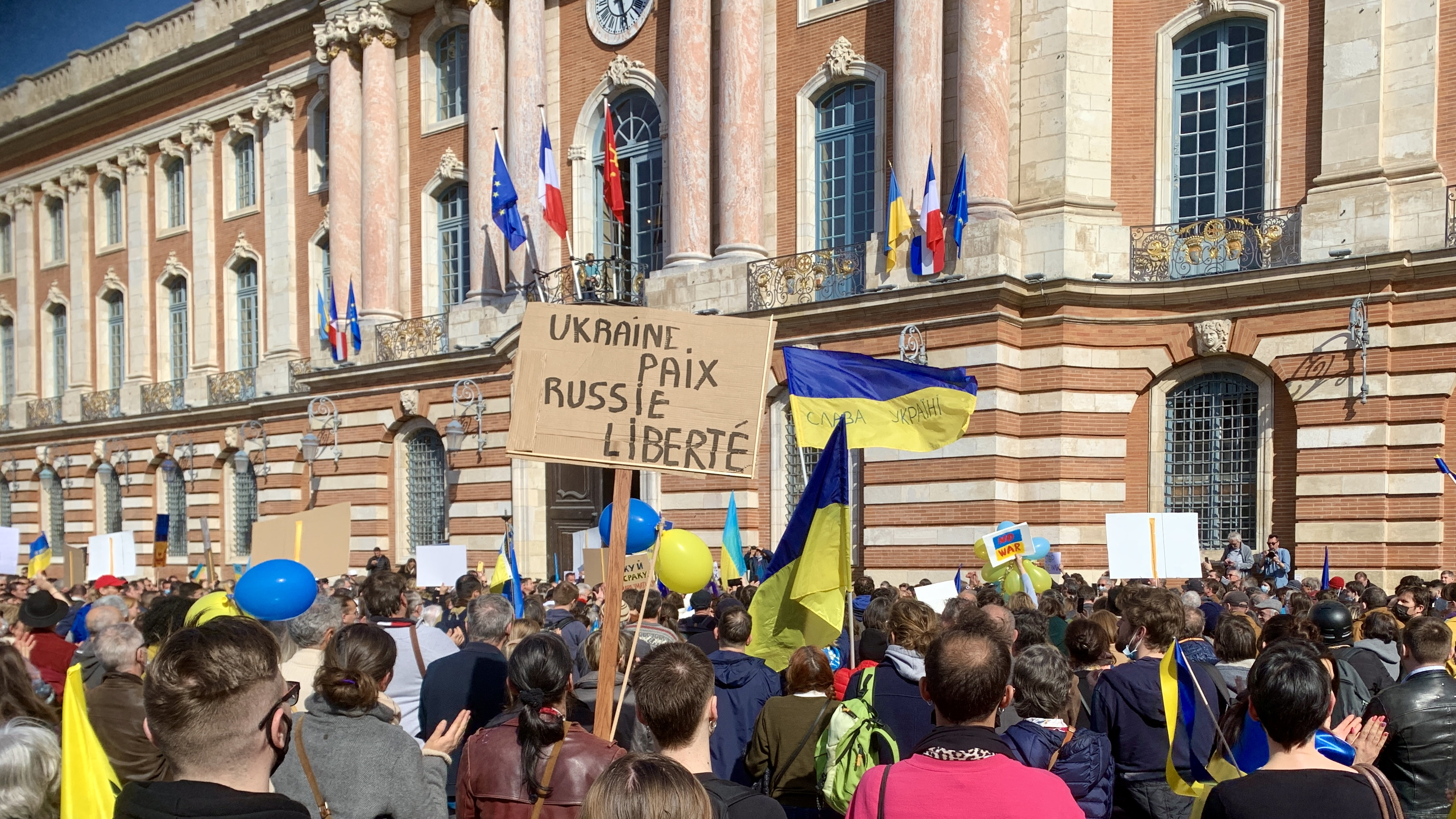
У Тулузі, Франція
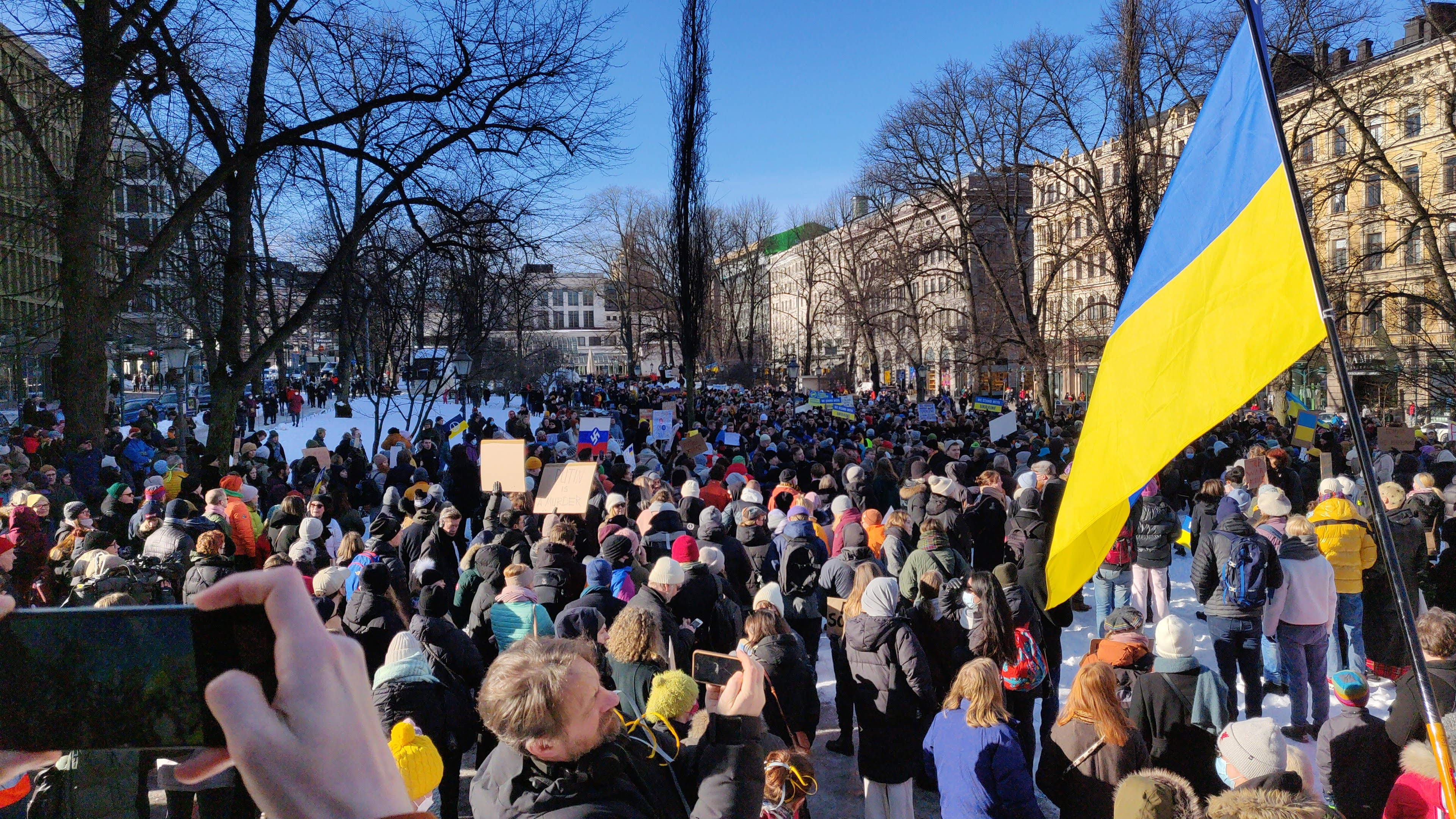
У Гельсінкі, Фінляндія
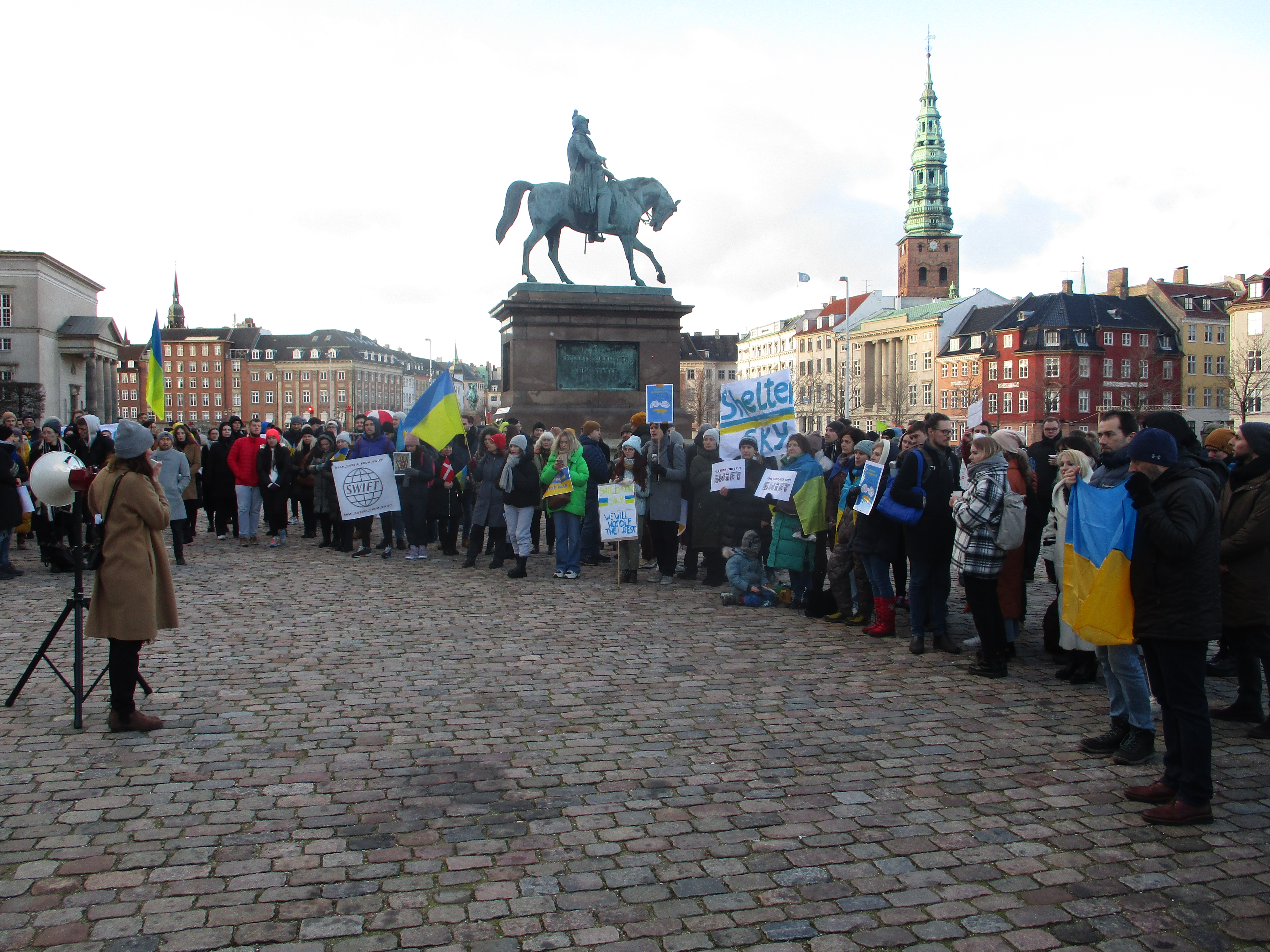
У Копенгагені, Данія
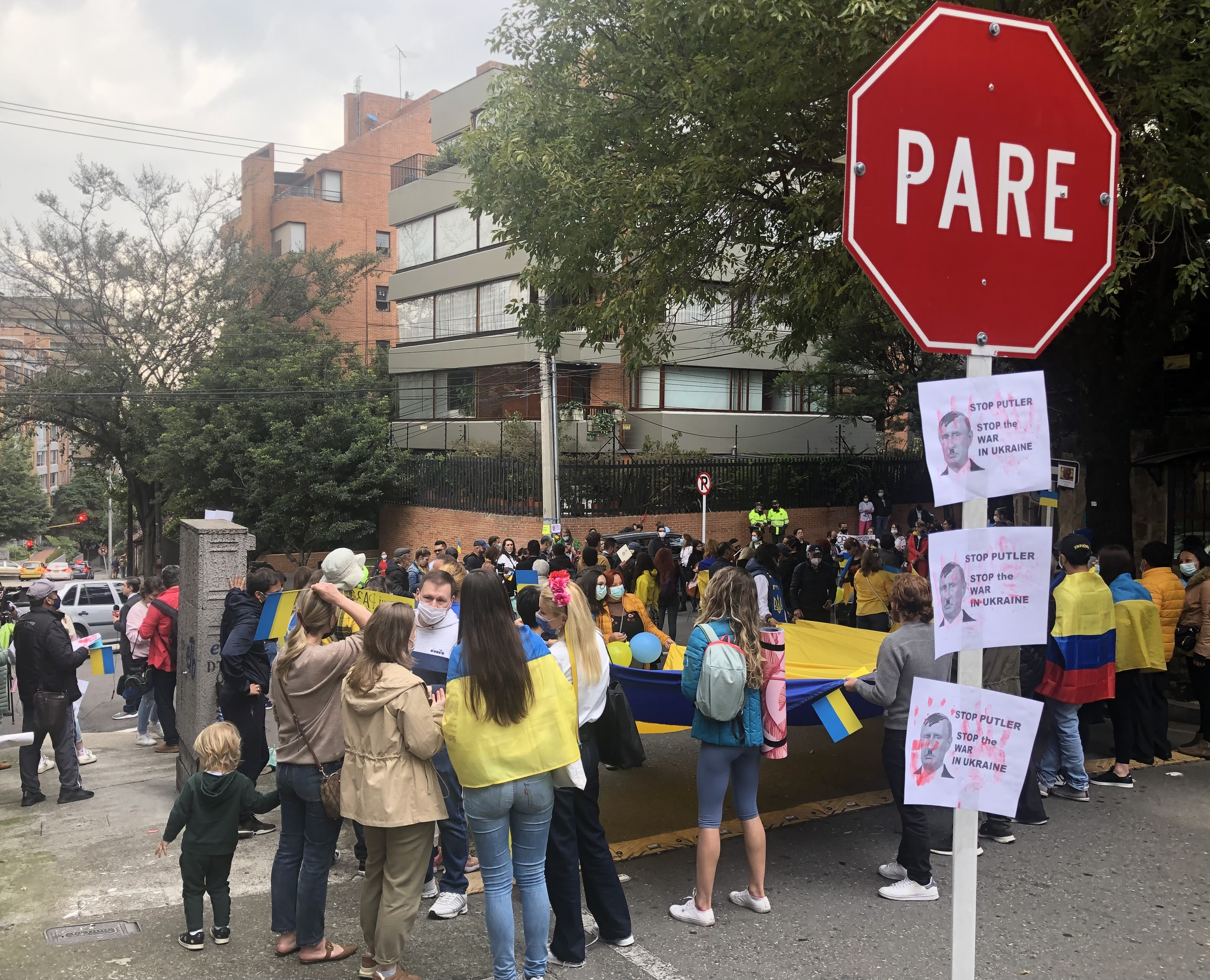
Під посольством РФ у Боготі, Колумбія